# François Kersaudy
Pour les articles homonymes, voir Kersaudy.
François Kersaudy est un historien français né le 22 septembre 1948, spécialisé dans l'histoire contemporaine.

## Biographie
François Kersaudy est le fils du traducteur Georges Kersaudy.
Ancien élève du lycée français de Vienne (Autriche), diplômé de l'Institut d'études politiques (Relations internationales, 1970) et docteur en histoire (1976), il parle neuf langues[réf. souhaitée] et est l'auteur de nombreux ouvrages écrits en français et en anglais. Il a enseigné l'histoire contemporaine à Oxford, puis a été professeur de langues anglaises et anglo-saxonnes à l'université de Paris-I Panthéon-Sorbonne. Il dirige aux éditions Perrin la collection « Maîtres de guerre ».
Il est spécialiste de l'œuvre du général de Gaulle et de celle de Winston Churchill, dont il a retraduit en 2010 les Mémoires de guerre. Il a écrit un ouvrage consacré aux relations entre de Gaulle et Churchill,, en anglais d'abord (Best First Work Award 1982), puis en français. Il est le seul biographe français de Göring, Mountbatten et MacArthur. Sa biographie de Winston Churchill a reçu le grand prix d’histoire de la Société des gens de lettres de France et le grand prix de la biographie politique 2009. Il a reçu en tout douze prix littéraires français et étrangers[réf. souhaitée].  
Son ouvrage, La liste de Kersten (Fayard),  qui relate l'exploit de l'homme qui a sauvé plus de 100 000 personnes — dont 60 000 Juifs — durant la Seconde Guerre mondiale, est traduit en neuf langues : anglais, italien, espagnol, polonais, hongrois, néerlandais, bulgare, suédois et turc.   
François Kersaudy est chroniqueur sur le site internet du Point, sur le blog « Projecteur ». Il est membre du conseil scientifique de l'institut Charles-de-Gaulle de 2015 à 2020.

## Télévision
Il participe ponctuellement à de nombreuses émissions télévisées, dont Secrets d'histoire, présentée par Stéphane Bern. Il a notamment collaboré aux numéros suivants :
- Churchill, le lion au cœur tendre (2016)[9]
- Wallis : la sulfureuse duchesse de Windsor (2016)[10]
- De Gaulle, le dernier des géants (2014)

## Publications
- Stratèges et Norvège 1940, les jeux de la guerre et du hasard, Hachette, 1977.
- Churchill and de Gaulle, Collins, 1981 (Yorkshire Post best first work Award, 1982).
- De Gaulle et Churchill, Plon, collection Espoir, 1982,  (ISBN 2-259-00884-4), traduction par l'auteur.
- (no) Vi stoler på England, Aschehoug, Oslo, 1990 (en norvégien seulement).
- 1940. La guerre du fer, Tallandier, Paris, 1987[11].
- Winston Churchill : le pouvoir de l'imagination, Tallandier, 2001 et 2009 ; nouvelle édition revue et augmentée, 2015.
- Churchill et Monaco, éditions du Rocher, 2002.
- Churchill contre Hitler, Tallandier, 2002.
- De Gaulle et Roosevelt : le duel au sommet, Perrin, 2004 (prix Henri-Malherbe 2005, prix Maurice-Baumont 2005).
- L'Affaire Cicéron : 1943, Perrin, 2005.
- Lord Mountbatten, Payot, 2006 (prix Guillaume-le-Conquérant de la biographie 2006).
- Nouvelle traduction, introduction et commentaires des Mémoires de guerre de Winston Churchill, Tallandier, 2009 et 2010.
- Hermann Goering : le deuxième homme du IIIe Reich, Perrin, 2009.
- Le Monde selon Churchill : sentences, confidences, prophéties et reparties, Tallandier, 2011.
- Hitler, Perrin, 2011 (collection Maîtres de guerre).
- Staline, Perrin, 2012 (collection Maîtres de guerre).
- Les Secrets du Troisième Reich, Perrin, 2013.
- Stalingrad, Perrin, septembre 2013.
- MacArthur, Perrin 2014 (collection Maîtres de guerre).
- Les Derniers Secrets du Troisième Reich, avec la collaboration de Yannis Kadari, Perrin, 2015, 300 p.  (ISBN 978-2262050733).
- Tous les secrets du Troisième Reich, avec la collaboration de Yannis Kadari, Perrin, 2017, 480 p.  (ISBN 978-2262068219).
- Le Monde selon de Gaulle, t. 1, Tallandier, 2018, 336 p. (ISBN 979-1021006522).
- Le Monde selon de Gaulle, t. 2, Tallandier, 2019, 470 p.  (ISBN 979-1021037311).
- De Gaulle, stratège au long cours, Perrin, 2020, 336 p. (collection Maîtres de guerre).  (ISBN 978-2262078935).
- La liste de Kersten, Fayard, 2021, 384 p.  (ISBN 978-2213713274).
- Goering, l'homme de fer, Perrin, 2022, 380 p. (collection Maîtres de guerre)  (ISBN 978-2-262-10102-2)
- Stalingrad - Le tournant de la guerre, (nouvelle édition revue et corrigée), Perrin, 2023, 172 p.  (ISBN 978-2-262-10298-2)
- Dix faces cachées du communisme, Perrin, 2023, 432 p.  (ISBN 978-2-262-10429-0)

## Décorations
- Chevalier de la Légion d'honneur le 11 juillet 2025[12].
- Royaume-Uni : OBE, décerné pour sa retraduction des Mémoires de guerre de Winston Churchill[13].